# Крячков, Андрей Дмитриевич
Андрей Дмитриевич Крячко́в (24 ноября (6 декабря) 1876, д. Вахрево, Ростовский уезд, Ярославской губернии — 25 августа 1950, Сочи) — русский и советский архитектор (гражданский инженер) и преподаватель, доктор технических наук (1942), заслуженный деятель науки и техники РСФСР (1944). По проектам А. Д. Крячкова построено около 100 крупных зданий и сооружений в городах Сибири, многие из которых являются памятниками истории и культуры федерального и местного значения.

## Биография

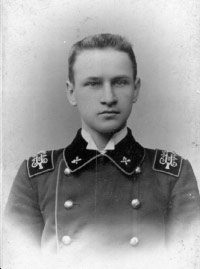
Андрей Крячков, студент Петербургского института гражданских инженеров

Андрей Крячков родился 24 ноября (6 декабря) 1876 года в семье крестьянина Дмитрия Иосифовича Крячкова в небольшой деревне Вахрево Ростовского уезда Ярославской губернии.
Потеряв отца в шестилетнем возрасте, был взят на попечение дедом, работал у него в крестьянском хозяйстве. В 1888 году окончил трёхлетнюю школу в селе Ильинском на Белыни и в том же году был отправлен родственниками к дяде в Выборг, который устроил племянника «мальчиком» в контору табачной фабрики. Для подготовки к «конторской работе» в 1890 году Андрея определили в Выборгское реальное училище, где среди прочих предметов он изучал шведский и финский языки, к которым проявлял способности; в сентябре 1896 года получил аттестат об окончании училища.
В 1897 году поступил в Институт гражданских инженеров императора Николая I. Во время обучения проходил практику в Поволжье, Крыму, Выборге и в Закавказье (Карс, Тифлис), служил в Санкт-Петербургской городской управе, работал помощником архитекторов Н. В. Дмитриева и Ф. С. Харламова; на последних трёх курсах получал «казённую стипендию», вследствие чего по окончании института должен был прослужить три года в одном из губернских Строительных отделений. Окончил ПИГИ в 1902 году по I разряду с присвоением звания гражданского инженера и производством в чин коллежского секретаря со старшинством.
Из 69-ти предложенных институтом вакансий, Крячков выбрал Строительное отделение Томского губернского правления, куда и поступил в сентябре 1902 года на должность младшего инженера; в том же году временно исполнял обязанности губернского архитектора. Служил младшим инженером до ноября 1905 года, занимался составлением различных смет и проектов, наблюдением за постройкой и ремонтом казённых зданий. В 1903 году Совет Томского Технологического института избрал Крячкова преподавателем архитектурного проектирования и рисования на инженерно-строительном и механическом факультетах. В 1903—1905 годах работал помощником архитектора Западно-сибирского учебного округа Ф. Ф. Гута, входил в состав Комитета по постройке зданий Томского технологического института.
В ноябре 1905 года, после отъезда Ф. Ф. Гута во Владикавказ, получил назначение архитектором Западно-Сибирского учебного округа и, одновременно, архитектором Томского университета и Томского Технологического института; служил архитектором университета и института до мая 1911 года. Руководил строительством некоторых неоконченных Гутом зданий (госпитальные клиники, анатомический и бактериологический институты, здания второй очереди для технологического института и др.).
Затем одновременно работал архитектором Томского университета (ноябрь 1905 — май 1911 гг.), Западно-Сибирского учебного округа (ноябрь 1905—1917 гг.), Томского технологического института (ноябрь 1905 — май 1910, январь 1914 — сентябрь 1919 гг.). В 1907 году был послан институтом в полугодовую зарубежную командировку, посетил Германию, Францию и Италию.
29 февраля 1916 года произведен в надворные советники за выслугу лет.
В 1920 году избран в звании профессора.
Строительная деятельность К. делится на два периода: ранний — увлечение формами модерн и позднейший—попытки разработки конструктивного стиля. Принадлежит к старой архитектурной школе, недостаточно откликающейся на требования современности.Сибирская советская энциклопедия — 1929 год
В 1924—1928 годах работал в строительной комиссии Сибревкома, в 1930—1936 годах — в Сибкрайисполкоме, совмещая эту работу с преподавательской деятельностью в Томском технологическом институте, а затем в Сибирском строительном институте (в Новосибирске).
В 1926 году — делегат Всесоюзного съезда по гражданскому и инженерному строительству.
С 1934 года — руководитель Новосибирского отделения Союза архитекторов СССР.
В 1937 году проекты Крячкова (Дома Советов в Иркутске и Красноярске, Стоквартирный дом в Новосибирске) были представлены на Всемирной выставке в Париже и удостоены Гран-при и Золотой медали.
Андрей Дмитриевич Крячков скончался 25 августа 1950 года, будучи на отдыхе в Сочи. Похоронен в Сочи, могила считается утраченной.

### Известные адреса
- Томск — проспект Кирова, д. 7 (собственный дом);
- Новосибирск — Ленинградская улица, д. 111 («Профессорский дом» университета НГАСУ (Сибстрин)).

## Проекты и постройки

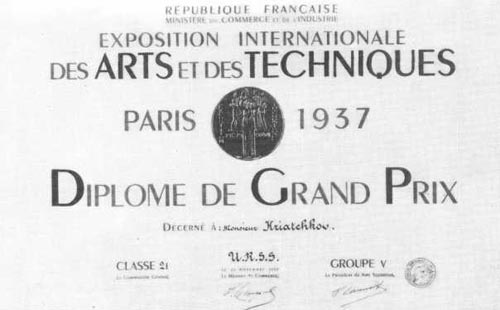
Диплом Гран При, полученный А. Д. Крячковым на Всемирной выставке в Париже

### В Томске
- Проект торговых бань А. Лопуховой (1905), не осуществлён;
- Достройка зданий бактериологического и анатомического институтов Томского университета, по проектам Ф. Ф. Гута[10];
- Аудитория гигиенического корпуса Томского университета (1907)[10];
- Мост через р. Медичку (Еланку) (1909, Университетская роща)[10][17];
- Факультетские клиники детских, нервных и глазных болезней Томского университета (1909; 1914—1916, Московский тракт, 2а), строительство и частичное изменение проекта осуществил Я. Я. Родюков[10][18];
- Собственный дом (1909—1910, проспект Кирова, 7)[18];
- Дом Науки имени П. И. Макушина (1911—1912, Соляная площадь, 4), строительство осуществляли Т. Л. Фишель и А. И. Лангер,  памятник архитектуры (федеральный)[19][18];
- Библиотека университета, совместно с Л. П. Шишко (1912—1914, проспект Ленина, 34а)[10][18];
- Расширение здания политехнического (бывш. коммерческого) училища (1913—1914);
- Пристройка операционного зала к госпитальным клиникам (1914);
- Склад торгового дома «В. А. Горохов» (1914, Набережная реки Томи, 27)[18]  памятник архитектуры (федеральный).

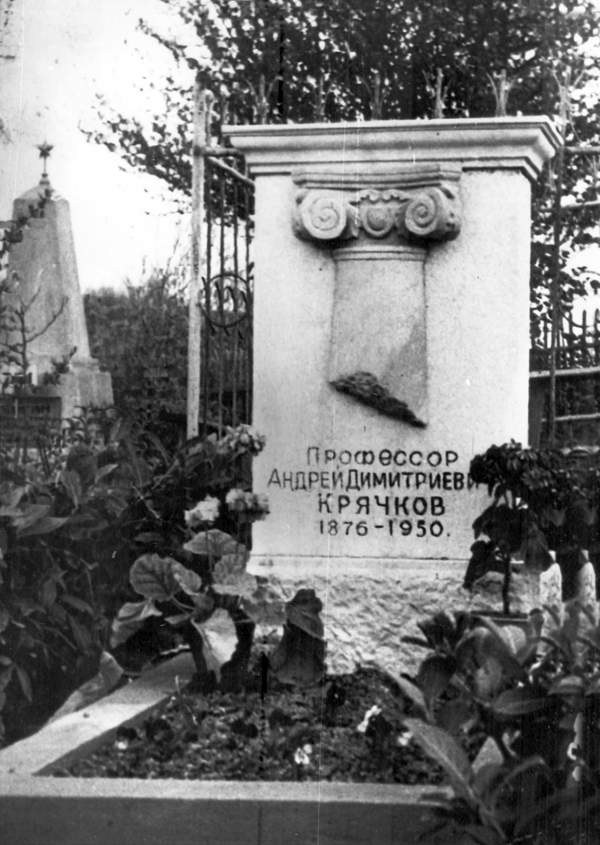

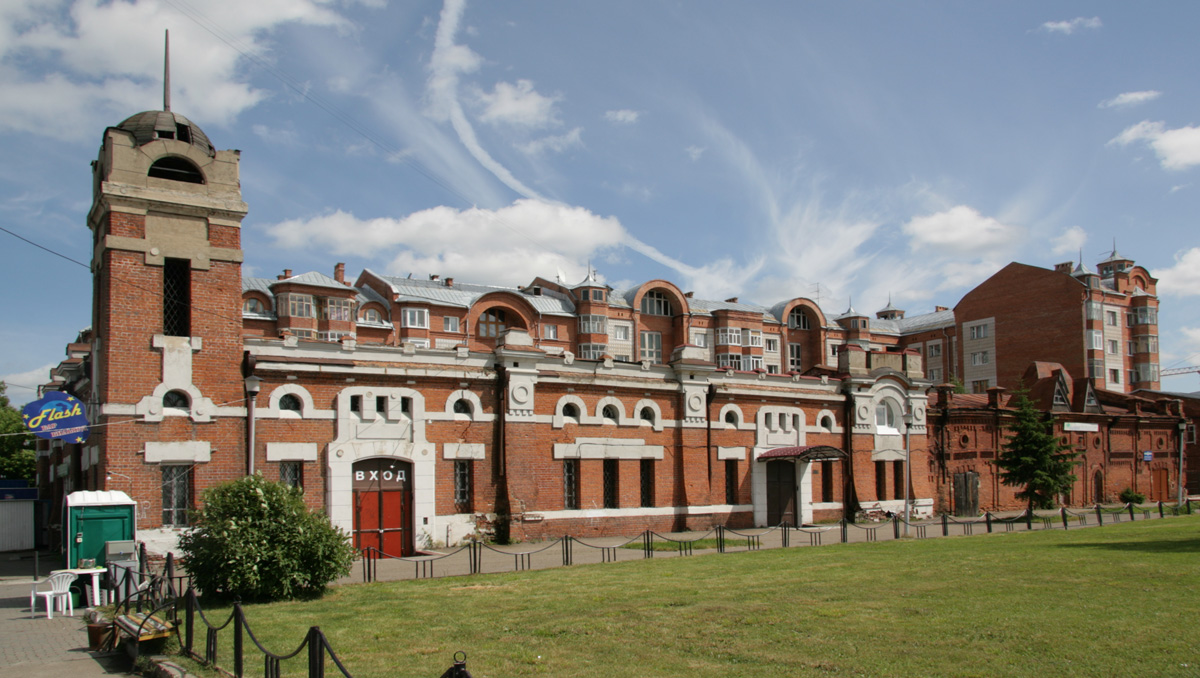
Склад торгового дома «В. А. Горохов»
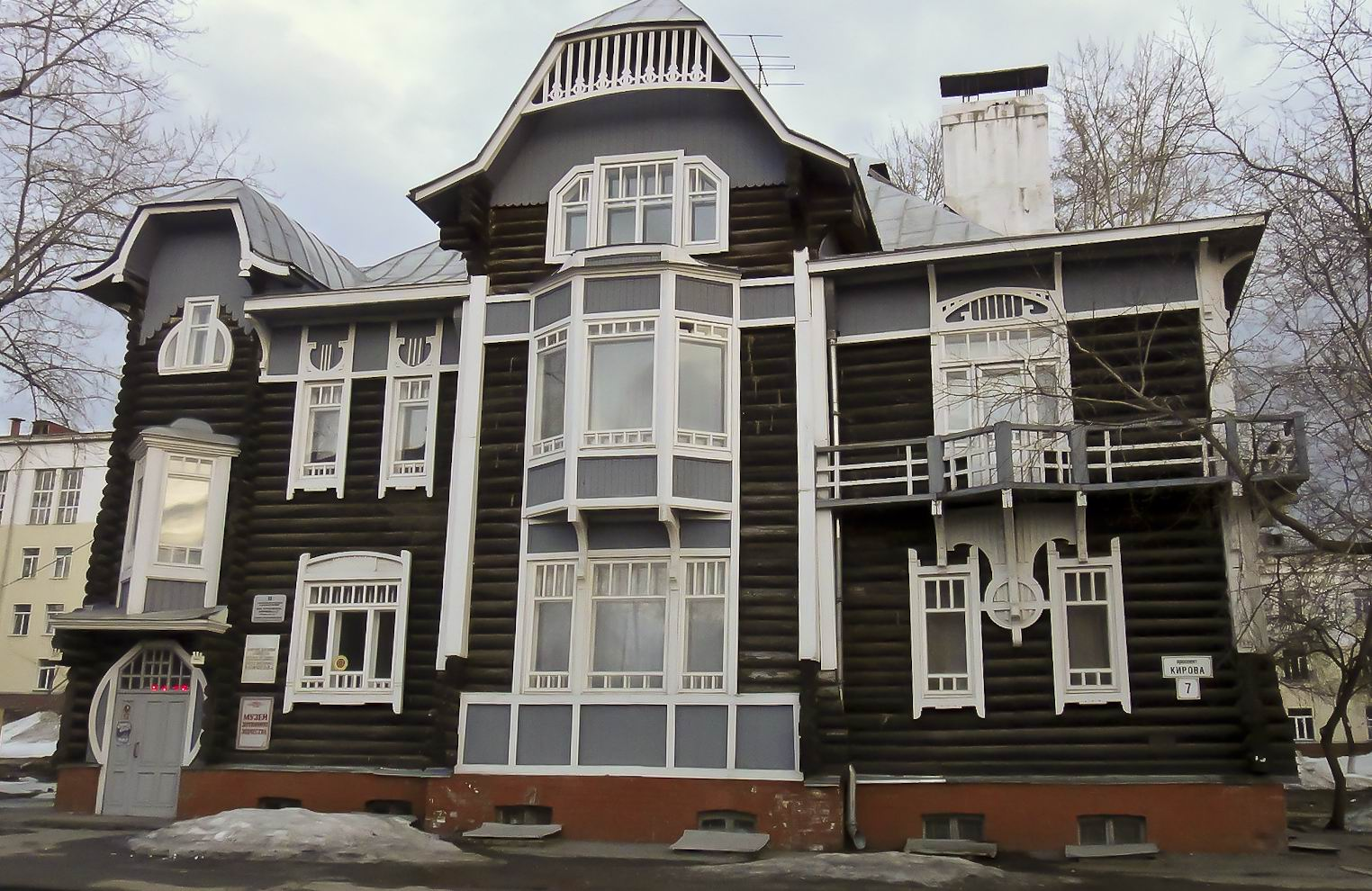
Собственный дом Крячкова
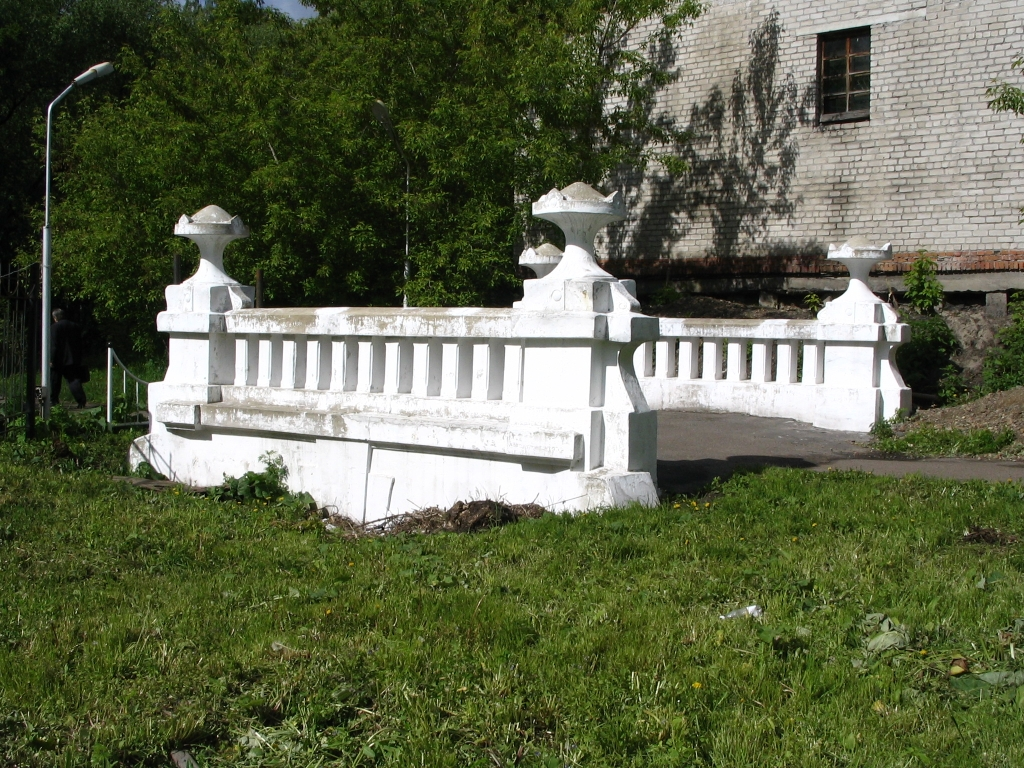
Мост в Университетской роще
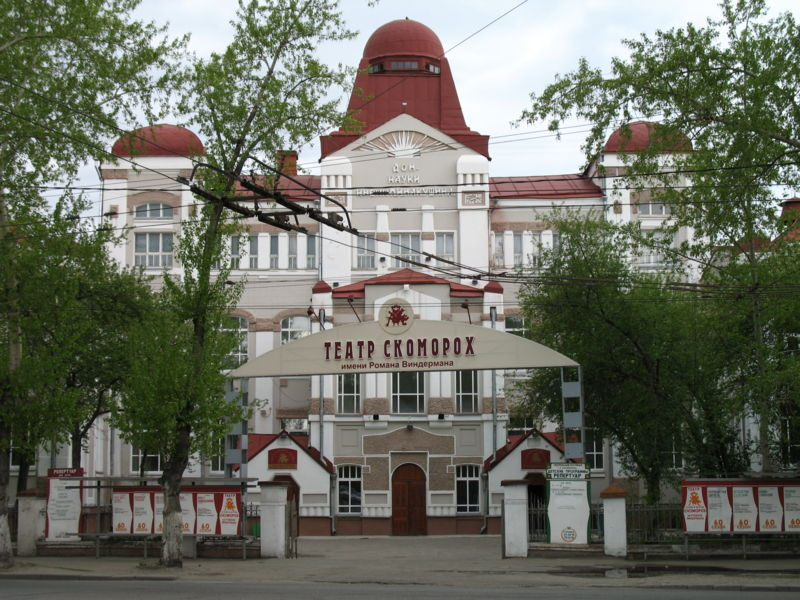
Дом Науки

### В Новониколаевске — Новосибирске
- 12 зданий начальных училищ (1910—1912: улица Красноярская, 117; улица Ленина, 22 (ныне — Новосибирский областной театр кукол); улица Семьи Шамшиных, 34 / Ядринцевская улица, 66; улица Сибирская, 54; Советская улица, 93; улица Якушева, 21; улица Октябрьская, 5; улица Большевистская, 45 (ныне — драматический театр «Старый дом»); улица Серебренниковская, 10 (ныне — Школа № 12); улица 1905 года, 22);
- Городской торговый корпус (1909—1912, Красный проспект, 23), ныне — Новосибирский государственный краеведческий музей[20];
- Реальное училище имени Дома Романовых (1911—1912, Красный проспект, 3), в 1928—1932 надстроены 3 и 4 этажи по проекту архитекторов К. Е. Осипова, А. И. Боброва[21], ныне — городская детская больница скорой помощи;
- Коммерческое собрание, совместно с К. М. Лукашевским (1911—1914, улица Ленина, 19), с 1932 года — театр «Красный факел». В 1935—1937 годах реконструировано архитекторами Н. И. Болотиным, Б. А. Гордеевым, К. Е. Осиповым; в 1952 году — реконструировано К. Е. Осиповым; реставрировано в 1990-е годы А. З. Гайдуковым[22];
- Часовня во имя Святителя и Чудотворца Николая (1914, Красный проспект, 17а). Снесена в 1930 году; восстановлена в 1993 по авторскому проекту П. А. Чернобровцева; роспись — 1993—1999, художник А. С. Чернобровцев)[23];
- Торговый корпус Богородско-Глуховской мануфактуры (1914—1916, Советская улица, 33), с 1922 года — Главпочтамт. В 1927—1933 годах реконструировано и надстроено до 4-х этажей[24];
- Дом инвалидов Сибири (Дом офицеров) (1915—1917, Красный проспект, 63). Крячковым выстроены два этажа, затем строительство заморожено. В 1925—1928 годах достроено Б. М. Блажовским; пристройка по улице Гоголя — 1943—1944, архитектор П. И. Сафонов; реконструировано в 1974 году[25];
- Кинотеатр «Первый Госкино» («Совкино») (1924, Красный проспект, 15), снесён в конце 1960-х годов[26];
- Сибдальгосторг (1923—1924, Советская улица, 31). В 1967 году достроено до 4-х этажей, сделаны боковые пристройки по проекту Г. П. Зильбермана. В настоящее время — Новосибирская государственная консерватория имени М. И. Глинки[27];
- «Сибирское подворье» — здание государственных учреждений Сибири (1923—1924, Красный проспект, 39). Надстроено до 5 этажей в 1935—1937 под Плановый институт по проекту С. М. Игнатовича, в настоящее время — Новосибирская государственная архитектурно-художественная академия[28];
- Сибревком (1925—1926, Красный проспект, 5). Пристройка по ул. Свердлова — С. П. Скобликов, В. И. Нуждин, 1950-е. В настоящее время — Новосибирский государственный художественный музей[29]  памятник архитектуры (федеральный)[30];
- Текстильсиндикат (1926, здание надстроено до 4 этажей в 1930, Советская улица, 18);
- Сибкрайсоюз (1926, Красный проспект, 29)[31];
- Жилой дом работников Госбанка (1926—1928, улица Урицкого, 15), надстроен до 5 этажей в 1932—1935 годах[32];
- Сельскохозяйственный техникум (1927, с 1941 здание занято аффинажным заводом);
- Проект здания Первой поликлиники (1927), не осуществлён[33];
- Проект здания Окружной больницы (1927), не осуществлён[34];
- Здание Госбанка, на основе планировочной схемы М. Я. Гинзбурга (1929—1930, Красный проспект, 27)[35];
- Крайисполком (1930—1932). По проекту Крячкова здание заложено и возведено до первого этажа; завершено с изменением проекта и фасадов архитекторами Б. А. Гордеевым, С. П. Тургеневым, конструкторами Н. В. Никитиным, И. В. Косициным. В настоящее время — областное правительство[36];
- Конкурсный проект Дома Науки и Культуры (1930), не осуществлён[37];
- Конкурсный проект жилкомбината для работников искусств (1930-е), не осуществлён[38];
- «Стоквартирный дом работников крайисполкома», совместно с В. С. Масленниковым) (1934—1937, Красный проспект, 16)[13]  памятник архитектуры (федеральный)[30];
- Перестройка фельдшерско-акушерской школы под здание Западно-Сибирского филиала АН СССР, совместно с Н. Г. Васильевым (1943—1947, улица Фрунзе, 11)[39]. В настоящее время — Институт систематики и экологии животных СО РАН.

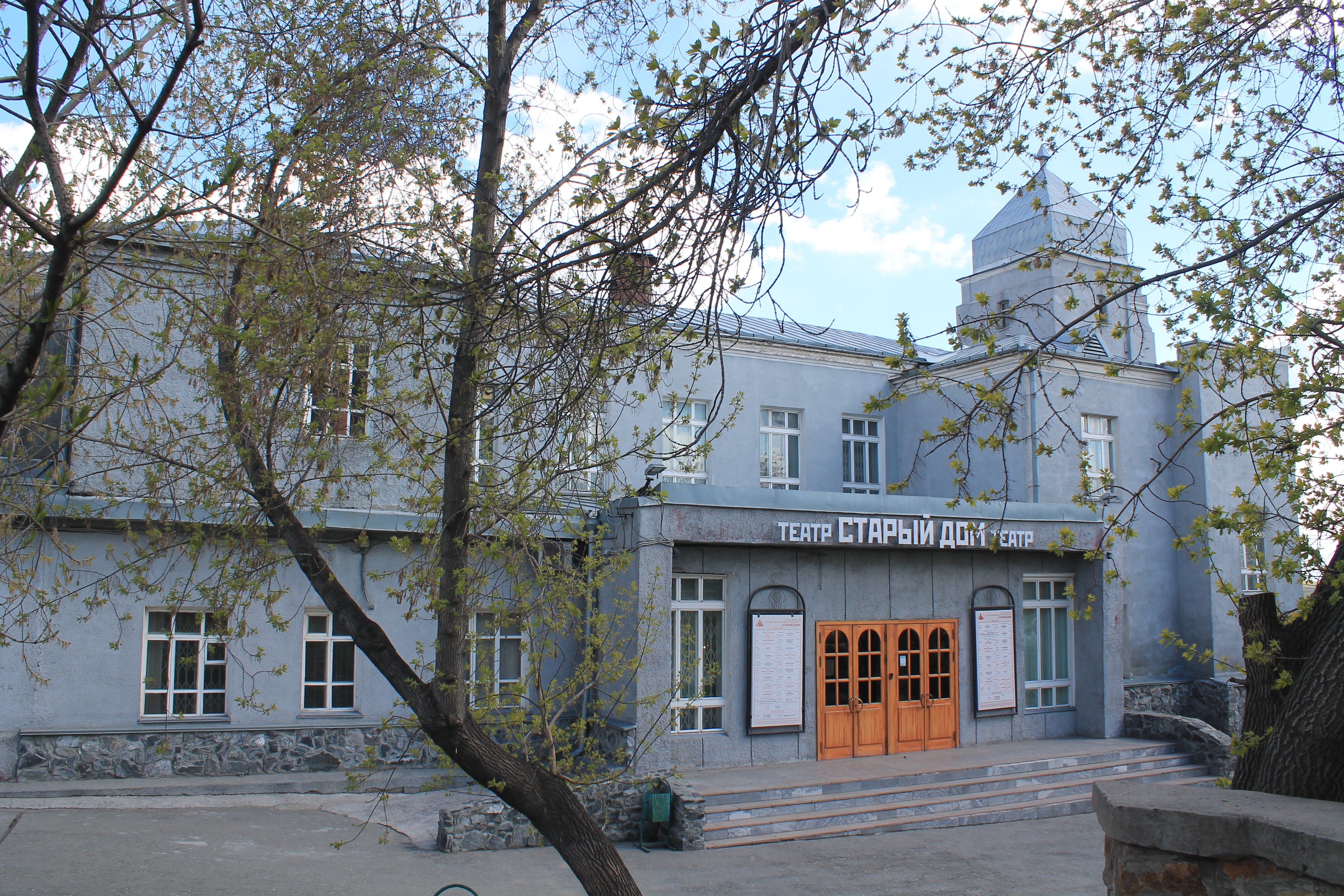
Здание начального училища на Большевистской улице
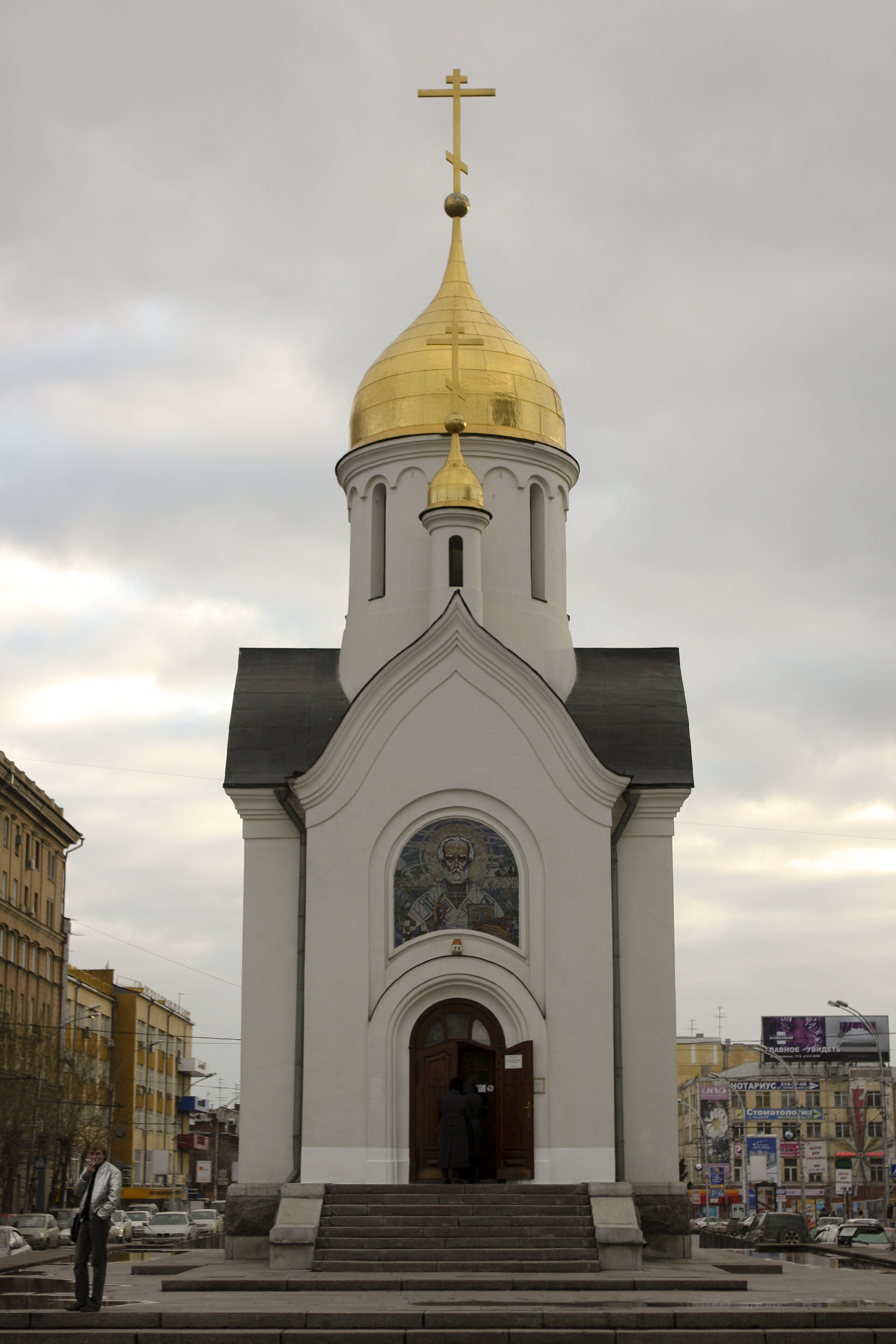
Часовня во имя Святителя и Чудотворца Николая (авторская реконструкция)
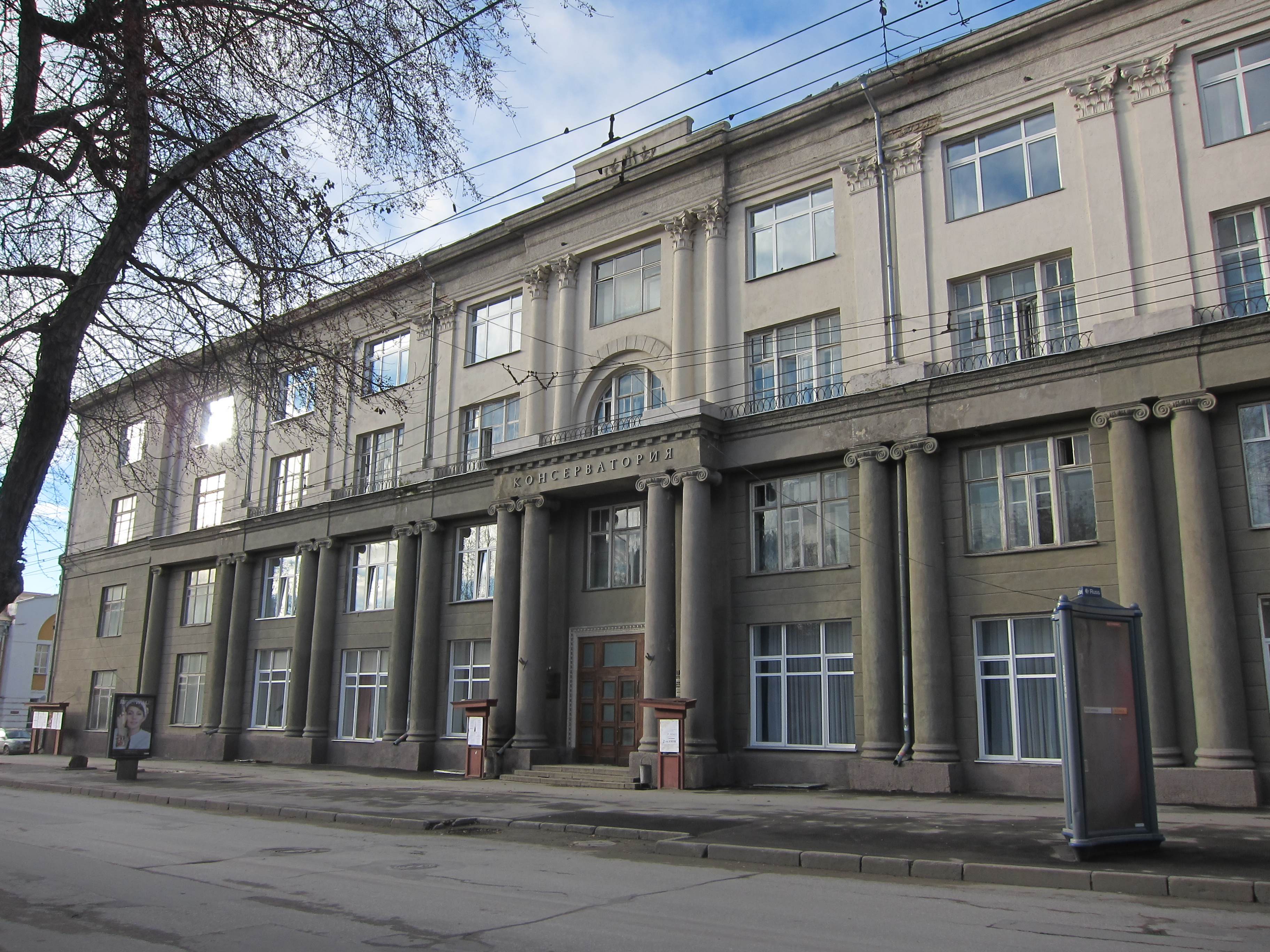
Здание Сибдальгосторга
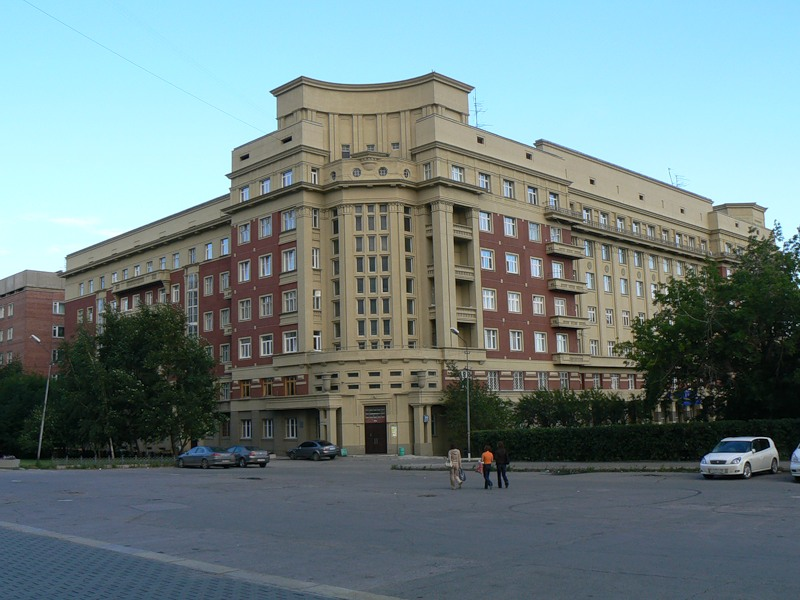
Стоквартирный дом
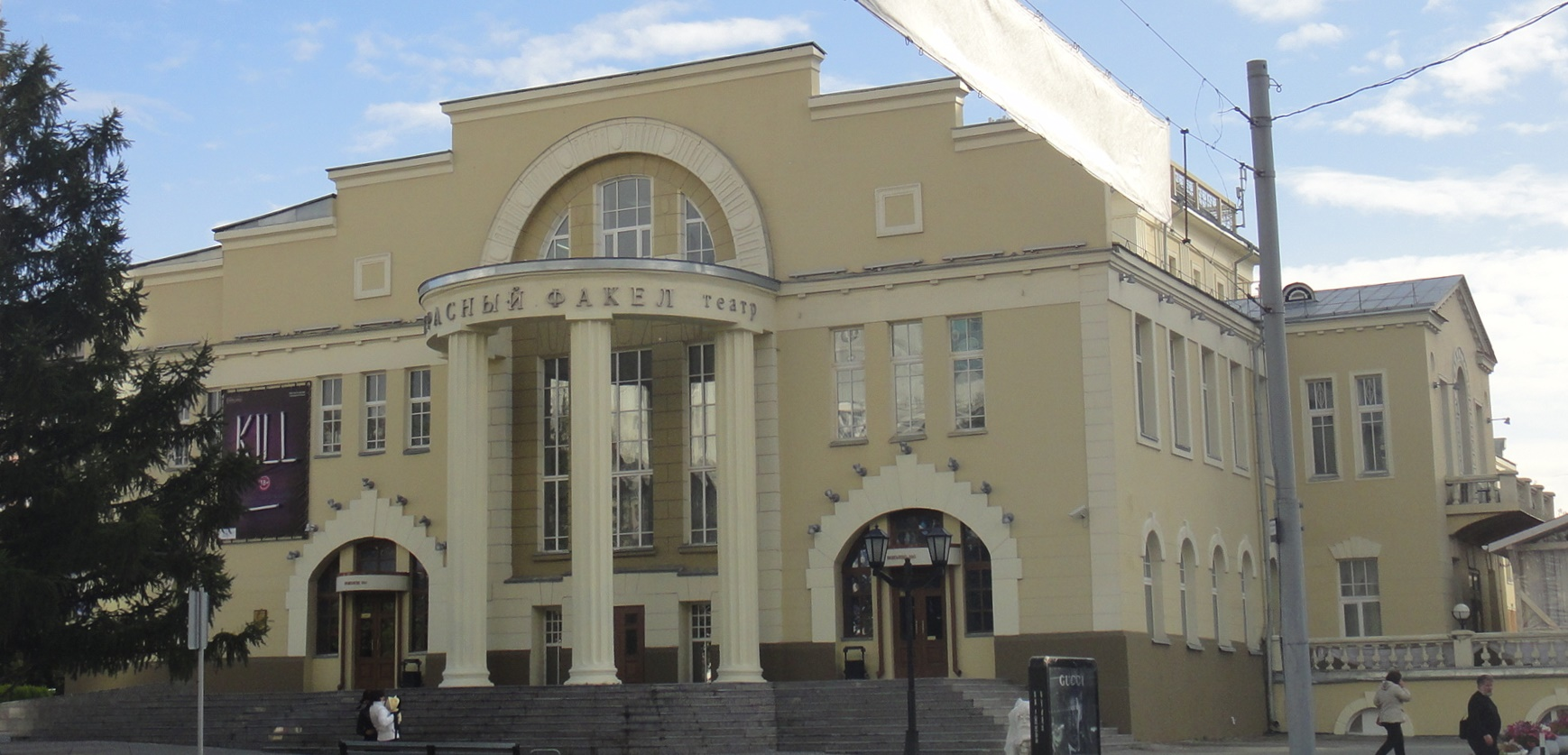
Здание Коммерческого собрания
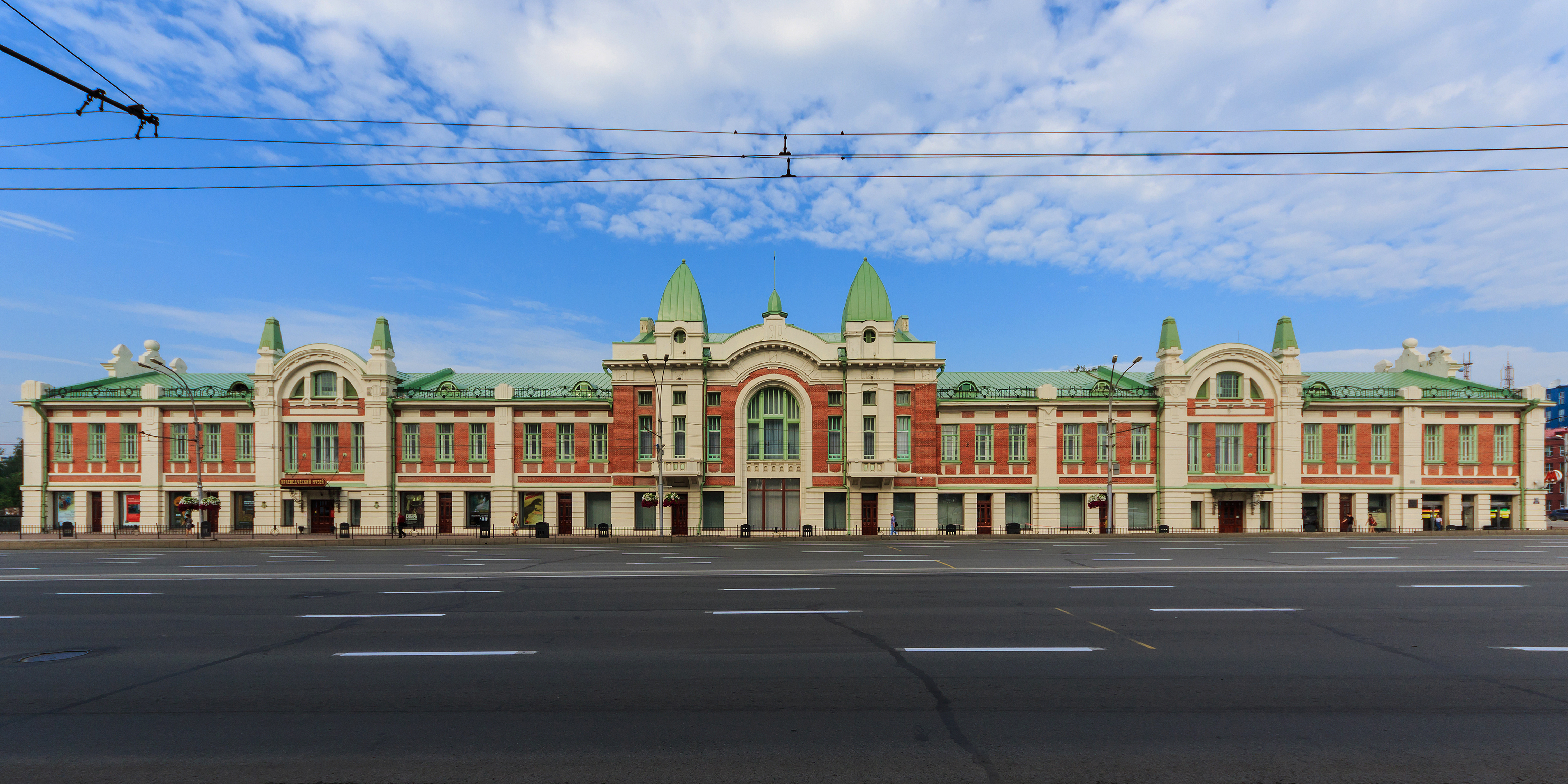
Городской торговый корпус

### В других городах
- Конкурсный проект здания Купеческого собрания в Москве (1905), не осуществлён (2-я премия). В числе других премированных проектов использован И. А. Ивановы-Шицем при строительстве здания в 1907—1909 годах (Москва, Малая Дмитровка, 6);
- Конкурсный проект исторического музея в Санкт-Петербурге, совместно c В. Ф. Оржешко (1908), не осуществлён (4-я премия);
- Конкурсный проект театра в Ярославле, совместно c В. Ф. Оржешко (1908), не осуществлён (3-я премия);
- Городской Торговый корпус (1909—1912, Омск, улица Ленина, 3), ныне — Омский Областной музей изобразительных искусств им. М. А. Врубеля[40][41];
- Механико-техническое училище (1912, Омск, Московская улица)[41];
- Дом Тверской мануфактуры (1912, Омск)[41];
- Конкурсный проект Дома Советов в Верхнеудинске (1927), не осуществлён (3-я премия);
- Дворец труда (1927, Кемерово, улица Карболитовская, 11);  памятник архитектуры (федеральный)[30];
- Здание Дома Советов (1936—1956, Красноярск, проспект Мира, 110);  памятник архитектуры, реализация заметно отличается от исходного проекта.
- план застройка вокруг станции Новокузнецк Томской железной дороги[42].

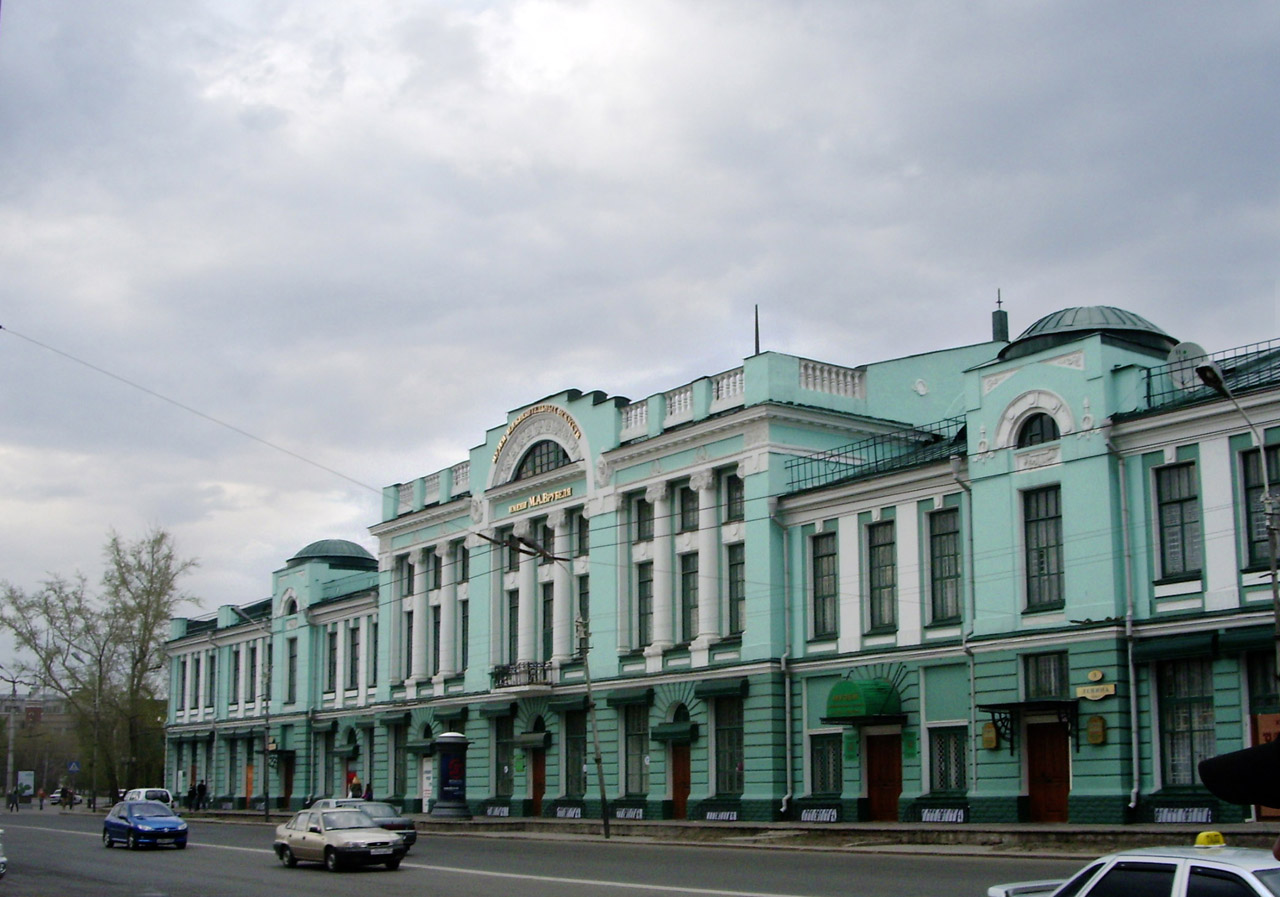
Городской Торговый корпус в Омске
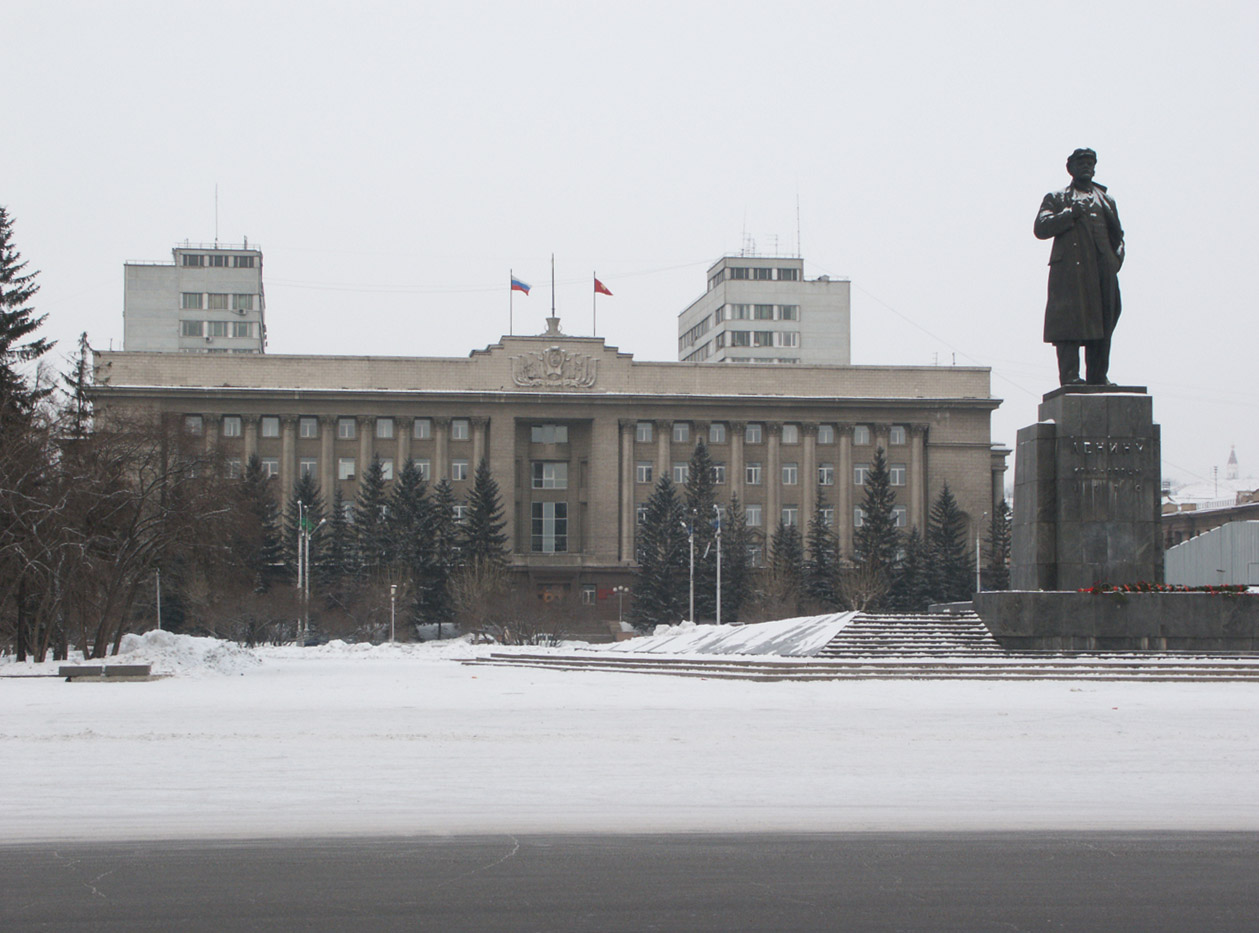
Дом Советов в Красноярске

## Награды и звания
- Орден Святого Станислава 2-й степени (1916)[8];
- Орден Святого Станислава 3-й степени (1909)[8];
- Орден Трудового Красного Знамени (10.03.1947)[43];
- Медаль «За доблестный труд в Великой Отечественной войне 1941—1945 гг.» (1949)[43];
- Заслуженный деятель науки и техники РСФСР (1944)[43].
- Грамота «Лучшему ударнику» (29 апреля 1939)
- Знак «Отличник социалистического соревнования Наркомстроя» (1940)

## Семья
12 сентября 1907 года в Москве Андрей Дмитриевич обвенчался с Любовью Владимировной Карпинской, из семьи горных инженеров и геологов. В 1908 году в семье родился сын Всеволод, в 1909 году — сын Андрей, в 1911 году — дочь Татьяна. В дальнейшем все они стали инженерами-строителями.

## Память

НГАХА

В 1943 году новосибирским художником Николаем Смолиным был написан портрет архитектора.
В ноябре 2006 года в НГАХА прошла выставка «Мир архитектора А. Д. Крячкова», приуроченная к 130-летию со дня его рождения. Высказывались предложения о переименовании площади Свердлова в площадь Крячкова.
28 июня 2008 года на площади Свердлова перед Стоквартирным домом был открыт памятник Крячкову (скульптор А. Григорян, художник Ю. Бурика, архитектор А. Коваленко), а сквер, где расположен памятник, в 2016 году назван именем А. Д. Крячкова.
В конце ноября 2011 года в честь 135-летия со дня рождения на здании НГАХА была установлена мемориальная доска с надписью «Профессор Крячков Андрей Дмитриевич (1876—1950). Основатель архитектурного образования в Сибири».

### Сноски
1. ↑  Вахрево (также иногда указывается как Бахрево, Вахарево, Вахорево) —  небольшая казённая деревня в 26 верстах от Ростова (15-17 дворов), приход Павлова села[6][7]; ныне не существует.
2. ↑  В автобиографии сам А. Д. Крячков пишет «Родился я в крестьянской семье, в селе Бахрево, Осиповского района Ивановской области 7 декабря (24 ноября) 1876 года»[4].